# Carina Gabrielsson Tolke
Carina Gabrielsson Tolke, född 2 februari 1965, är en svensk jurist  som var lagman i Eksjö tingsrätt från 2012 till 2020.
Tolke utnämndes till rådman i Linköpings tingsrätt 25 januari 2001 och till hovrättsråd i Göta hovrätt 7 april 2005. Hon utsågs till lagman i Eksjö tingsrätt 25 oktober 2012. och 9 april 2020 till hovrättslagman i Göta hovrätt.